# Oblast Kars

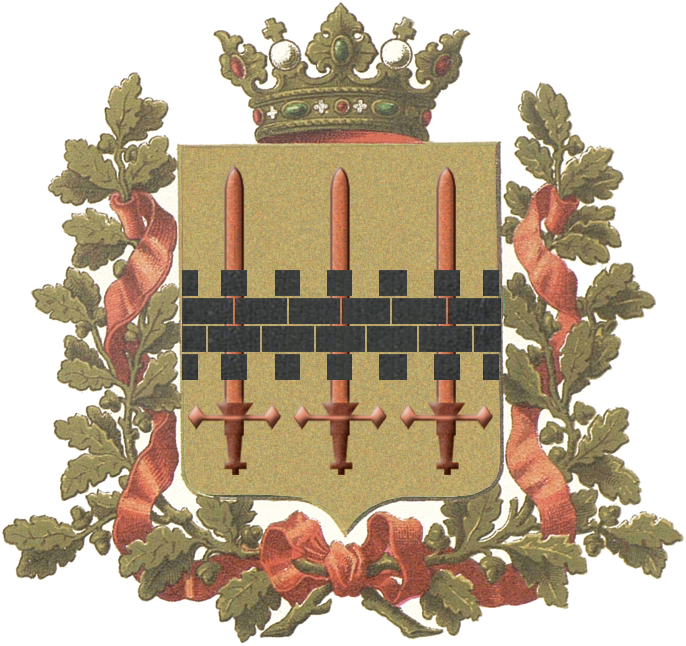
Wappen des Gebietes

Die Oblast Kars (russisch Карсская область, Karsskaya Oblast) war eine der transkaukasischen Provinzen des Russischen Reiches, die zwischen 1878 und 1917 existierte. Die Hauptstadt war Kars, damals auch Wladikars genannt. Heute gehört das Gebiet zur Republik Türkei. Es hatte einen Flächeninhalt von 18.526 km².
Seit 1881 bestand die Oblast Kars aus vier Okrugen (Bezirken):
- Kars (Карсский округ)
- Ardahan (Ардаганский округ)
- Kagysman (Кагызманский округ), (türk. Kağızman)
- Olti (Ольтинский округ), (türk. Oltu)

Zwei weitere Okruge waren Sarischat (Заришат; heute Arpaçay) und Schoragjal (Шорагял; heute Akyaka), sie bestanden von 1878 bis 1881.

## Geschichte
Die Oblast Kars wurde 1878 aus einem Teil des Landes gegründet, das die Russen durch den Frieden von San Stefano 1878 vom Osmanischen Reich erhalten hatten. Das Gebiet war vor 1845 Teil der osmanischen Eyalets Kars und Çıldır und nach 1845 Teil des Eyalets von Erzurum.
Mit der Eingliederung der Region ins russische Reich wurde ein großer Teil (82.000 Menschen in den Jahren 1878 bis 1881) seiner muslimischen (türkischen) Bevölkerung ins osmanische Reich geschickt. Auf der anderen Seite wanderten Armenier, Georgier und Russen (inklusive religiöse Minderheiten wie die Molokanen und Duchoborzen) aus anderen Gouvernements ein.
Nach der Oktoberrevolution 1917 und dem Auseinanderfall des russischen Reichs wurde die Oblast Kars einige Zeit durch die Demokratische Republik Armenien kontrolliert und sein nördlicher Teil von der Demokratischen Republik Georgien. Aber schon bald eroberte die Türkei das Gebiet zurück. Die Einverleibung des größten Teils der Oblastes in die Türkei wurde offiziell durch den Vertrag von Kars 1921 bestätigt.

## Demographie

### 1892
1892 lebten geschätzte 200.868 Menschen in der Oblast. Die ethnische Zusammensetzung und religiöse Zugehörigkeit war wie folgt:
- Türken (Diese Zahl beinhaltete auch eine Gruppe von Adscharen): 24 % (Sunniten)
- Armenier: 21,5 %
- Kurden: 15 % (Sunniten und einige Jesiden)
- Muslimische Karapapaken: 14 % (Sunniten und einige Schiiten)
- Alevitische Karapapaken (Aufgeführt als Turkmenen): 5 %
- Pontos-Griechen: 13,5 % (Orthodoxe)
- Russen: 7 % (Meistens Altgläubige wie Molokanen, Duchoborzen etc.)

Die religiöse Zugehörigkeit wurde wie folgt bestimmt:
- Orthodoxe Christen: 14 %
- Altgläubige (Molokanen, Duchoborzen etc.): 5 %
- Armenische Apostolische Kirche: 21 %
- Andere christliche Kirchen: 0,75 %
- Muslime: 53 %, darunter:
  - Sunniten: 46 %
  - Schiiten: 7 %
- Aleviten (Als Ali Illahi bezeichnet): 5 %
- Jesiden: 1,25 %

### 1897
Die russische Volkszählung von 1897 zählte 290.654 Einwohner, darunter 160.571 Männern und 130.083 Frauen. Die Zahl impliziert, dass die Angabe von 1892 zu niedrig war, oder dass eine große Einwanderung aus anderen Teilen des Reiches stattfand. Die Einwohner nach Muttersprachen waren:
- Turksprachen: 104.457, inklusive:
  - Tatarische Sprache: 2.347
  - Baschkirische Sprache: 207
  - Türkische Sprache: 63.547
  - Karapapakische Sprache: 29.879
  - Turkmenische Sprache (Alevitische Karapapaken): 8.442
- Armenische Sprache: 73.406
- Kurdische Sprache: 42.968
- Griechische Sprache: 32.593
- Ostslawische Sprachen: 27.856, inklusive:
  - Russische Sprache: 22.327
  - Ukrainische Sprache: 5.279
  - Belarussische Sprache: 250
- Polnische Sprache: 3.243
- Jüdisch (Jiddisch etc.): 1.138
- Litauische Sprache: 892
- Aramäische Sprache ('Assyrisch'): 585
- Persische Sprache: 568
- Georgische Sprache: 543
- Ossetische Sprache: 520
- Estnische Sprache: 455
- Lesgische Sprache: 448
- Deutsche Sprache: 430

Die Überzahl an 30.000 Männern setzte sich aus den europäischen Ethnien zusammen. So gab es unter den Russisch-, Ukrainisch- und Belarussischsprechern 19.910 Männer im Gegensatz zu 7.946 Frauen. Die Polnisch- und Litauischsprecher waren zu 99 % männlich, während es unter den Deutschen und Juden zwischen 80 und 90 % Männern gab. Das Übergewicht an Männer, welches im geringeren Maße auch in den Nachbaroblasten auftrat, rührte von der großen Anzahl an Soldaten und exilierten Personen.